# Битва при Бедриаке
Битва при Бедриаке (также первая битва при Бедриаке) — сражение, произошедшее 14 апреля 69 года (в год четырёх императоров) между войсками императора Отона и претендента на престол Вителлия недалеко от деревни Бедриак (лат. Bedriacum, современный Кальватоне) приблизительно в 35 километрах от города Кремона в Северной Италии. Фактически место сражения находится между Бедриаком и Кремоной, поэтому иногда эту битву называют также битвой при Кремоне.

## Предыстория
15 января 69 года в Риме Отон был провозглашён императором преторианской гвардией, а его предшественник Гальба убит преторианцами. За две недели до этого Авл Вителлий, наместник Нижней Германии, также был провозглашен императором своими легионами (однако из-за удалённости этой провинции новость достигла Рима с большой задержкой) и двинулся со своей армией на столицу.
Силы Вителлия были разделены на две армии, одной из них командовал Авл Цецина Алиен, другой — Фабий Валент. Его войска включали в себя XXI легион, V легион, многочисленные части других легионов, стоявших на Рейне, а также вспомогательные войска батавов. Общая численность войск Вителлия доходила до 70 тыс. человек.
Армия Цецины перешла через Альпы и начала продвижение в Северную Италию. Она атаковала Плаценцию, но была отражена гарнизоном, верным Отону, после чего отступила к Кремоне, чтобы дождаться подхода армии Валента.
14 марта Отон выступил из Рима, направившись на север навстречу войскам Вителлия. В Риме он оставил своего брата Тициана. Его войска включали в себя I легион, XIII легион, отдельные подразделения XIV легиона, преторианскую гвардию и отряды гладиаторов. Среди его полководцев был Гай Светоний Паулин, восемь лет назад разгромивший Боудикку в Британии, но Отон решил вызвать из Рима Тициана и вручить командование ему. Ставкой Отона стал Брикселлум (современный Брешелло).

## Сражение
Ещё до прибытия Тициана произошло боевое столкновение. Цецина попытался захватить деревню Locus Castrorum, расположенную приблизительно на полпути между Кремоной и Бедриаком на Via Postumia. Однако отонианцы получили сведения об этом, и армия Светония Паулина выступила навстречу противнику. В этом столкновении победу одержали отонианцы, Цецина вынужден был отступить обратно в Кремону. Здесь к ним присоединились войска Валента, подошедшие из Галлии.
В это время Тициан прибыл в армию Отона и принял командование. Вопреки совету Паулина, предлагавшему дождаться подхода остальных сил, было решено выступить на Кремону и дать сражение. Сам Отон остался в Брикселле ожидать исхода сражения. 14 апреля две армии встретились на Via Postumia ближе к Кремоне, чем к Бедриаку, при этом войска Отона устали после долгого перехода. Главное столкновение произошло между I легионом Отона и XXI Вителлия, отонианцы проявили большую стойкость и даже сумели захватить орла XXI легиона. Однако XIII легион Отона был разбит V легионом Вителлия, после чего кавалерия батавов атаковала фланг I легиона, вынудив его отступить. В сражении погибло около 40 тыс. человек. Войска Отона отступили в свой лагерь в Бедриаке, а на следующий день сдались противнику, принеся клятву верности Вителлию. При этом Публий Корнелий Тацит упоминает, что сдача произошла под белым флагом, который, по-видимому, впервые в истории был использован в данном сражении, как символ капитуляции.
Когда новости об этом поражении дошли до Брикселлума, многие солдаты и командиры Отона уговаривали его продолжить борьбу, так как многие подразделения были уже на подходе. Но Отон предпочёл совершить самоубийство, чтобы не продолжать братоубийственную войну. Вителлий вошёл в Рим и был провозглашён императором.